# Степняк (Костанайская область)
Степняк (каз. Степняк) — село в Амангельдинском районе Костанайской области Казахстана. Входит в состав Уштогайского сельского округа. Код КАТО: 393473100.

## География
Село находится на левом берегу реки Сарыозен, примерно в 65 км к северо-северо-западу от села Амангельды, административного центра района. Расположен на высоте 138 метров над уровнем моря. 

## История
До 19 июля 2012 года село являлось административным центром и единственным населённым пунктом упразднённого Степнякского сельского округа.

## Население
В 1999 году численность населения села составляла 453 человека (234 мужчины и 219 женщин). По данным переписи 2009 года, в селе проживало 272 человека (129 мужчин и 143 женщины).